# Olivflugskvätta
Olivflugskvätta (Kempiella flavovirescens) är en fågel i familjen sydhakar inom ordningen tättingar.

## Utbredning och systematik
Olivflugskvätta behandlas antingen som monotypisk eller delas in i två underarter med följande utbredning:
- flavovirescens – förekommer från floden Wassi Kussa till floden Fly på södra Nya Guinea samt på Aruöarna
- cuicui – förekommer på Nya Guinea, Yapen och västpapuanska öarna

### Släktestillhörighet
Tidigare placerades den i släktet Microeca. Numera lyfts den och närbesläktade arten gulbent flugskvätta dock oftast ut till det egna släktet Kempiella efter genetiska studier.

## Status och hot
Arten har ett stort utbredningsområde, men tros minska i antal, dock inte tillräckligt kraftigt för att den ska betraktas som hotad. Internationella naturvårdsunionen IUCN listar arten som livskraftig (LC).